# Austrodromia collini
Austrodromia collini är en tvåvingeart som beskrevs av Smith 1962. Austrodromia collini ingår i släktet Austrodromia och familjen puckeldansflugor. Inga underarter finns listade i Catalogue of Life.